# Bergträsket (Älvsby socken, Norrbotten, 729553-175327)
Bergträsket är en sjö i Älvsbyns kommun i Norrbotten och ingår i Alterälvens huvudavrinningsområde.